# Équipe de Hongrie de bandy
L'équipe de Hongrie de bandy est la sélection des meilleurs joueurs hongrois de bandy. Lors du Championnat d'Europe de bandy 1913 des joueurs hongrois participèrent au sein de l'équipe austro-hongroise. La Hongrie joua son premier match lors du Russian Government Cup en 1990 à Novossibirsket som premier championnat du monde en 1991 en Finlande.

## Championnat du monde de 2015
L'équipe sélectionnée pour le championnat du monde de bandy à Chabarovsk en 2015, :
- Sélectionneur:  Istvan von Polgar

- Gardiens de But

| Poste   | Âge                        | Nom             | Club        |
| ------- | -------------------------- | --------------- | ----------- |
| Gardien | 21 septembre 1956 (59 ans) | Istvan Polgar   | IFK Uppsala |
| Gardien | 10 juin 1990 (25 ans)      | Kristian Marosi | GT/76       |

- Joueurs de champ

| Poste | Âge                       | Nom                   | Club              |
| ----- | ------------------------- | --------------------- | ----------------- |
| Def   | 25 avril 1978 (37 ans)    | Gábor Nagy            | Magyar Bandy Club |
| Def   | 6 septembre 1973 (42 ans) | Attila Ádámfi         | Magyar Bandy Club |
| Def   | 30 avril 1965 (50 ans)    | Zoltan Geyer          | Magyar Bandy Club |
| Def   | 10 avril 1991 (24 ans)    | Peter Jankovics       | UTE Amatőr        |
| Def   | 19 décembre 1974 (41 ans) | Alexej Homenko        | UTE Amatőr        |
| Mil   | 5 février 1981 (34 ans)   | Tamás Györy           | Huddinge Bandy    |
| Mil   | 29 mai 1998 (17 ans)      | Daniel Heller         | MAK               |
| Mil   | 30 août 1994 (21 ans)     | Botond Frajka         | Újpesti TE        |
| Mil   | 16 février 1993 (22 ans)  | Péter Nagy            | Újpesti TE        |
| Mil   | 31 mai 1993 (22 ans)      | Robert Thelin         | Kareby IS         |
| Mil   | 4 décembre 1994 (21 ans)  | Ferenc Norbert Muzsik | UTE Amatőr        |
| Mil   | 21 mai 1999 (16 ans)      | Dennis Pacsay         | Finspångs AIK     |
| Att   | 17 juin 1993 (22 ans)     | Ludvig von Polgar     | Danmarks IF       |
| Att   | 11 février 1988 (27 ans)  | Tamás Mezőcsáti       | UTE Amatőr        |
| Att   | 18 août 1982 (33 ans)     | András Kordisz        | UTE Amatőr        |
| Att   | 24 mai 1992 (23 ans)      | David Molnar          | Magyar Bandy Club |

## Championnat d'Europe de 2014
Le 6 janvier 2014 a eu lieu un championnat d'Europe de bandy non officiel à Davos en Suisse, pour fêter les 100 ans du championnat d'Europe de bandy 1913.3 La Hongrie rencontre alors l'Allemagne, les Pays-Bas et la République tchèque. Les matchs ont lieu à l'Eisstadion Davos à Davos, et les matchs durent 2x30 min.
L'équipe sélectionnée pour le championnat d'Europe de bandy de 2014 à Davos
- Sélectionneur:  non décidé

- Gardien de but

| Poste   | Âge                   | Nom             | Club           |
| ------- | --------------------- | --------------- | -------------- |
| Gardien | 23 ans (10 juin 1990) | Kristian Marosi | Helenelunds IK |

- Joueurs de champ

| Poste | Âge | Nom                  | Club              |
| ----- | --- | -------------------- | ----------------- |
| Def   | 38  | Zoltán Geyer         | Magyar Bandy Club |
| Def   | 35  | Gábor Nagy           | Magyar Bandy Club |
| Mil   | 25  | Péter Bokor          |                   |
| Mil   | 32  | Vilmos Szabó         |                   |
| Def   | 33  | Dániel Arvai         |                   |
| Mil   | 15  | Dániel Heller        | GT/76 IK Bandy    |
| Mil   |     | Tibor Kun Bálint     |                   |
| Mil   | 37  | Szabolcs Torday-Nagy |                   |
| Mil   | 20  | Ludvig von Polgar    | Danmarks IF       |
| Mil   | 31  | András Kordisz       | UTE Amatőr        |
| Att   | 32  | Tamás Györi          | Huddinge Bandy    |
| Att   | 38  | Szabolcs Sándor      |                   |

## Sources
1. ↑  Svenska Bandyförbundet - Sverige A - Ryssland A med flera
2. ↑  Truppen till VM 2015
3. ↑  Truppen till Bandy VM 2015 - rusbandy.ru
4. ↑  Bandy turnering i Davos